# Milvus milvus
El milano real (Milvus milvus) es una especie de ave accipitriforme de la familia Accipitridae. Es similar en aspecto al milano negro, del que se distingue por su cabeza de color gris plateado y su silueta.
Los ejemplares que anidan en el norte de Europa se desplazan al sur para invernar; algunos de ellos atraviesan el estrecho de Gibraltar hasta llegar al norte de África. Su distribución llega hasta Canarias y las islas de Cabo Verde.

## Características

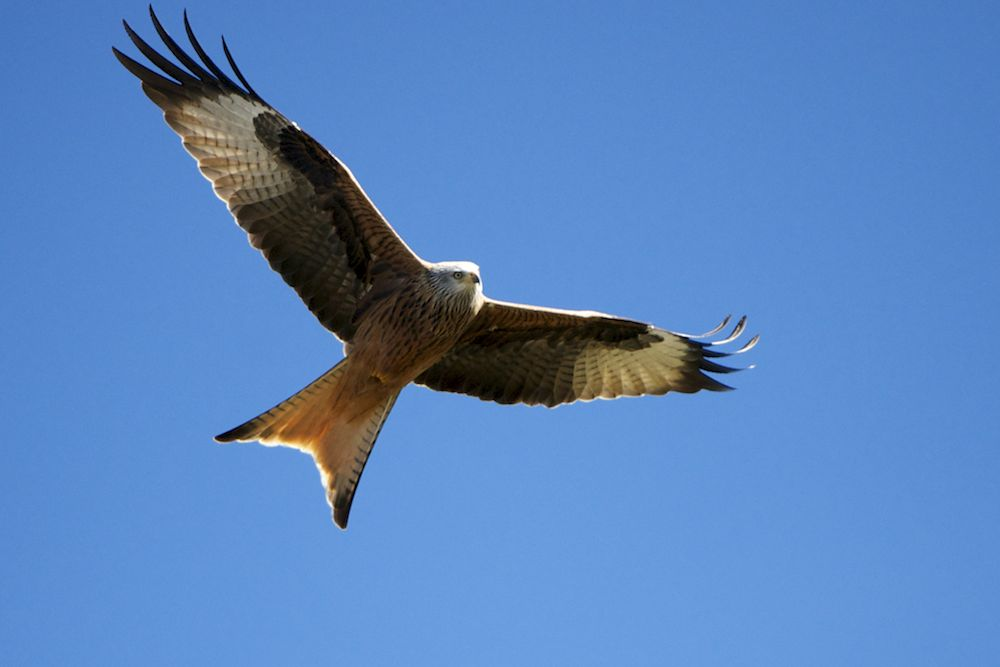
Milano real en vuelo en Gredos, Ávila.

El milano real tiene una longitud de 60 a 65 centímetros, una envergadura de alas de entre 140 y 170 centímetros y un peso que oscila desde los 900 gramos a los 1200 gramos. Su cola tiene una forma muy ahorquillada. Se diferencia fácilmente del milano negro que es totalmente oscuro y tiene la cola menos ahorquillada.

## Alimentación
Aunque tiene una capacidad predadora bastante limitada, su dieta es especialmente variada con tendencias marcadamente carroñeras.
En primavera y verano su alimentación habitual la componen presas de fácil captura como animales de pequeño tamaño, enfermos o inexpertos, entre los que incluye conejos mixomatosos, pájaros y volantones de aves medianas, micromamíferos, anfibios, reptiles e insectos. Por el contrario, en otoño e invierno el grillo cebollero parece ser pieza fundamental, siendo también frecuente observarlo merodeando basureros, mataderos, muladares o granjas en busca de carroña.

## Anidación

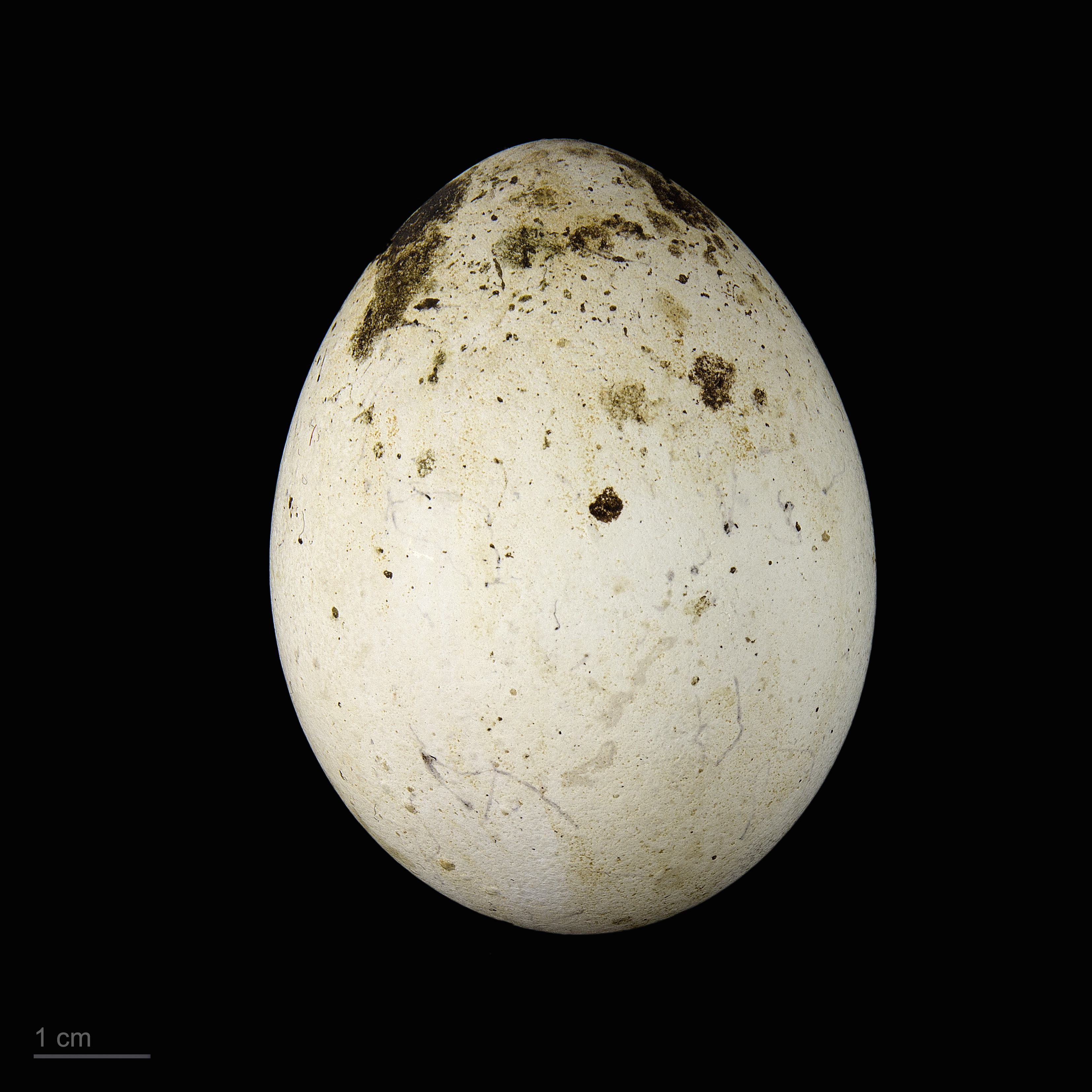
Milvus milvus - MHNT

Suele anidar en los árboles, donde confecciona un nido a base de ramas y hojas. La puesta consiste en un número que oscila, desde un solo huevo, hasta tres; tardarán en eclosionar unos treinta y cinco días aproximadamente. El macho suele reemplazar a la hembra en la incubación por pequeños periodos de tiempo, mientras ésta se alimenta.

## Subespecies
Se conocen dos subespecies de Milvus milvus:
- Milvus milvus milvus - Paleártico occidental (localizado)
- Milvus milvus fasciicauda - Cabo Verde